# DAECPU
DAECPU (siglas de Directores Asociados de Espectáculos Carnavalescos Populares del Uruguay) es una asociación integrada por agrupaciones de carnaval de Uruguay y quien organiza el concurso oficial del carnaval en Montevideo. 

## Historia
Esta asociación fue fundada en enero de 1952 tras una reunión que se dio en la Sede de la Mutual de Futbolistas en la calle Sierra (actual calle Fernández Crespo). A aquella reunión asistieron centenares de carnavaleros: directores, componentes, letristas, contratistas y periodistas. El pueblo carnavalero define la historia de DAECPU, como la reunión de miles de cuentos, vivencias e historias de los más allegados a esta gran fiesta popular que vive el Uruguay. La idea central de la fundación de DAECPU consistió en formar un "colectivo" que se encargaría de la organización del pago de las actuaciones en los escenarios barriales.
DAECPU está conformado por una Comisión Directiva, compuesta por un grupo de socios fundadores de carácter honorario. Entre ellos se destacan grandes figuras carnavaleras como lo son: Carlos Modernel, Carlos María Adinolfi, Miguel Ángel Bodola, Ángel Frost, Roberto Misa, Roberto Morbido y Rúben Urrutia. Dicha Comisión Directiva fue llevada adelante por el Enrique Espert desde 2014 a 2023.
El Carnaval en Uruguay se destaca por ser el más largo del mundo en duración, por lo que DAECPU constituyó un carácter sumamente relevante en la fiesta popular.
El Carnaval de 1952 es recordado como un año histórico, debido a la fundación de esta asociación y a la presentación de grandes títulos del momento, divididos en las categorías de ese entonces (troupes, comparsas lubolas, cuadros internacionales, murgas y parodistas).

## Actualidad
DAECPU a lo largo de la historia ha ido cobrando importancia en el ámbito cultural a través de diversas acciones de las cuales se encarga. En la actualidad esta asociación se encarga de la organización y programación de actividades. Entre ellas la conformación de las etapas del Concurso Oficial de Carnaval llevado a cabo en el Teatro de Verano Ramón Collazo, ubicado en el barrio Parque Rodó.